# Telescopio XO
Il Telescopio XO (in inglese XO Telescope) è un telescopio operativo dal 2003 posto sulla sommità del vulcano Haleakalā, a 3054 m, presente sull'isola hawaiana di Maui.
Il telescopio è fornito di una coppia di lenti dal diametro di 200 mm. È utilizzato per individuare pianeti extrasolari utilizzando il metodo del transito. È simile al telescopio utilizzato per il Trans-Atlantic Exoplanet Survey  o TrES.
Il telescopio è stato costruito in un unico esemplare. La strumentazione è costata 60 000 dollari statunitensi, cifra che è stata abbondantemente superata dal costo dei programmi necessari per il suo funzionamento.

## Pianeti scoperti
Il Telescopio XO ha scoperto cinque oggetti fino al 31 gennaio 2010, quattro dei quali sono pianeti gioviani caldi ed uno probabilmente una nana bruna; tutti scoperti utilizzando il metodo del transito.